# Hilaria Supa
Hilaria Supa Huamán (sinh năm 1957 tại Wayllaqocha, Vùng Cusco) là một chính trị gia người Peru, nhà hoạt động nhân quyền, và là một thành viên tích cực của một số tổ chức phụ nữ ở Peru và trên thế giới.
Trong thời thơ ấu của mình, cô thấy hacendado hoặc chủ trang trại ngược đãi ông nội của cô và hãm hiếp phụ nữ địa phương, điều này đã có một tác động quan trọng đến cuộc sống của cô. Ông của cô, người đã chiến đấu vì quyền nông dân, đã bị giết năm 1965. Khi cô mới 6 tuổi, cô phải đi đến Arequipa, nơi cô bị buộc phải làm việc như một hầu gái nhưng khi cô nhờ người thân đưa cô về Cusco, cô phát hiện ra rằng bà của cô cũng đã chết.
Sau đó Hilaria Supa làm việc như một người giúp việc nhà ở Cusco, Arequipa, và Lima. Cô bị hãm hiếp ở tuổi 14 khi cô đang làm việc cho các gia đình giàu có ở Lima. Là kết quả của sự lạm dụng thể chất và lao động cưỡng bức khi còn bé, cô ấy bị viêm khớp thời là thiếu niên. Cô đã viết một cuốn sách về cuộc sống của cô có tiêu đề Threads of My life-có sẵn bằng tiếng Tây Ban Nha, tiếng Anh và tiếng Đức, và ngay tại Quechua - nơi cô nói đã giúp cô trở nên mạnh mẽ hơn khi đối diện với những nghịch cảnh này.
Trong những năm 1980, cô đã tham gia với các phụ nữ bản địa khác trong việc tổ chức một chương trình cộng đồng nhằm cung cấp các bữa ăn miễn phí cho trẻ em nghèo. Cô trở thành lãnh đạo của Ủy ban Bastael Micaela ở Anta, Cusco và tham gia vào các cuộc đấu tranh giành quyền đất đai, điều này cuối cùng dẫn đến luật cải cách ruộng đất dưới quyền của chính phủ Juan Velasco Alvarado. Cô cũng là lãnh đạo của Cơ quan Liên bang Campesinos del Cusco, tổ chức khu vực của Confederación Campesina del Perú ở Cusco.
Năm 1991, cô trở thành Thư ký tổ chức của Liên đoàn phụ nữ mới thành lập Anta (Federación de Mujeres de Anta FEMCA).
Hilaria Supa được bầu vào Quốc hội Peru năm 2006, tuyên thệ tại Quechua, tiếp theo sau đó là Nghị sĩ María Sumire. Việc làm này khiến cô trở thành nghị sĩ đầu tiên trong lịch sử Peru tuyên thệ bằng ngôn ngữ bản địa, mà sau đó bị chỉ trích mạnh mẽ bởi Quốc hội Martha Hildebrandt và một số thành viên khác của Quốc hội.